# Phanogomphus cavillaris
Phanogomphus cavillaris – gatunek ważki z rodziny gadziogłówkowatych (Gomphidae). Występuje w południowo-wschodniej i wschodniej części USA; stwierdzony na terenie stanów: Karolina Północna, Georgia, Floryda i Alabama.